# Viitna
Viitna este o arie protejată (arie specială de conservare — SAC, sit de importanță comunitară — SCI) din Estonia întinsă pe o suprafață de 314,6 ha, integral pe uscat.

## Localizare
Centrul sitului Viitna este situat la coordonatele 59°26′30″N 26°00′38″E / 59.4416°N 26.0105°E.

## Înființare
Situl Viitna a fost declarat sit de importanță comunitară în aprilie 2004 pentru a proteja 3 specii de animale. Situl a fost protejat și ca arie specială de conservare în august 2004.

## Biodiversitate
Situată în ecoregiunea boreală, aria protejată conține 7 habitate naturale: Ape oligotrofe din câmpii nisipoase, cu un conținut foarte redus de minerale (Littorelletalia uniflorae), Ape puternic oligomezotrofe cu vegetație bentonică cu Chara spp., Turbării active, Depresiuni pe substraturi de turbă de Rhynchosporion, Păduri de conifere pe eskere fluvioglaciare sau legate la acestea, Păduri caducifoliate de mlaștină fino-scandinave, Mlaștini împădurite.
La baza desemnării sitului se află mai multe specii protejate de  nevertebrate (3): Dytiscus latissimus, Graphoderus bilineatus, libelule (Leucorrhinia pectoralis).
Pe lângă speciile protejate, pe teritoriul sitului au mai fost identificate 1 specie de plante.